# Дежурный папа: Летний лагерь
«Дежурный папа: Летний лагерь» (англ. Daddy Day Camp) — американская комедия режиссёра Фреда Сэвиджа, где главную роль сыграл Кьюба Гудинг-младший. Премьера состоялась 8 августа 2007 г. Приквел фильма — «Дежурный папа» — вышел в 2003 году.    

## Сюжет
Для Чарли (Кьюба Гудинг младший) новым испытанием в воспитании детей становится создание летнего лагеря отдыха, пригодного для посещения детьми.

## В ролях
Персонажи, созданные Джэофом Родки:
- Кьюба Гудинг — Чарли
- Локлин Манро — Ленс Уорнер
- Ричард Гант — Полковник Бак Хинтон, отец Чарли
- Тамала Джонс — Ким Хинтон, жена Чарли
- Пол Рэй — Фил Раерсон
- Джош МакЛерран — Дэйл
- Спенсер Бриджес — Бэн Хинтон, сын Чарли
- Брайан Дойл-Мюррей — "Дядя" Морти
- Даллин Бойс — Макс Раерсон
- Телиз Галанис — Джульетта
- Молли Джепсон — Бекка
- Шон Патрик Флаэрти — Бобби Джи

## Производство
Фильм снимался в городах Парк-Сити и Прово штата Юта (США).

## Критика
Фильм получил от всех критиков отрицательные отзывы. Рецензия-опрос веб-сайта Rotten Tomatoes поставил фильм на 16 позицию среди 100 худших фильмов 2000-х годов. Сайт Rotten Tomatoes оценил фильм положительно только 1% респондентов, а Metacritic — 13%.

## Награды
Фильм является номинантом четырёх номинаций премии Золотой малины, вручаемой за сомнительные заслуги в области кинематографа, 2008 года: худший фильм, худшая мужская роль (Кьюба Гудинг), худший режиссёр (Фред Сэвадж), худший сценарий (Джэофф Родки и Дэвид Вьюисс). Также является лауреатом премии «Золотая малина» за худший сиквел (в 2007 году).